# P. J. Proby
James Marcus Smith, noto come P. J. Proby (Houston, 6 novembre 1938), è un cantante statunitense.

## Discografia parziale
- I Am P.J. Proby (1964)
- P.J. Proby (1965)
- P.J. Proby in Town (1965)
- Enigma (1966)
- Phenomenon (1967)
- Believe It or Not (1968)
- Three Week Hero (1969)
- California License (1970)
- I'm Yours (1972)
- Focus con Proby (1978)
- The Hero (1981)
- Clown Shoes (1987)
- Thanks (1991)
- P.J. Proby Reads Lord Horror (1999)
- The Waste Land (1999)
- Memories (2003)
- Sentimental Journeys (2003)
- Wanted (2003)
- Best of the EMI Years 1961-1972 (2008)